# Melvern, Kansas
Melvern là một thành phố thuộc quận Osage, tiểu bang Kansas, Hoa Kỳ. Năm 2010, dân số của xã này là 385 người.

## Dân số
Dân số các năm:
- Năm 2000: 429 người
- Năm 2010: 385 người